# 호조정 (효고현)
호조정(北条町)은 효고현 가사이군에 있던 정이다. 